# Gigi Hadid
Jelena Noura Hadid, mer känd som Gigi Hadid, född 23 april 1995 i Los Angeles, Kalifornien, är en palestinsk-amerikansk fotomodell och TV-profil. 
Hon är dotter till Yolanda van den Herik och Mohamed Hadid och äldre syster till Bella Hadid.
2011 fick Hadid kontrakt med modellagenturen IMG Models. I januari 2015 blev hon även modell för kosmetikamärket Maybelline.

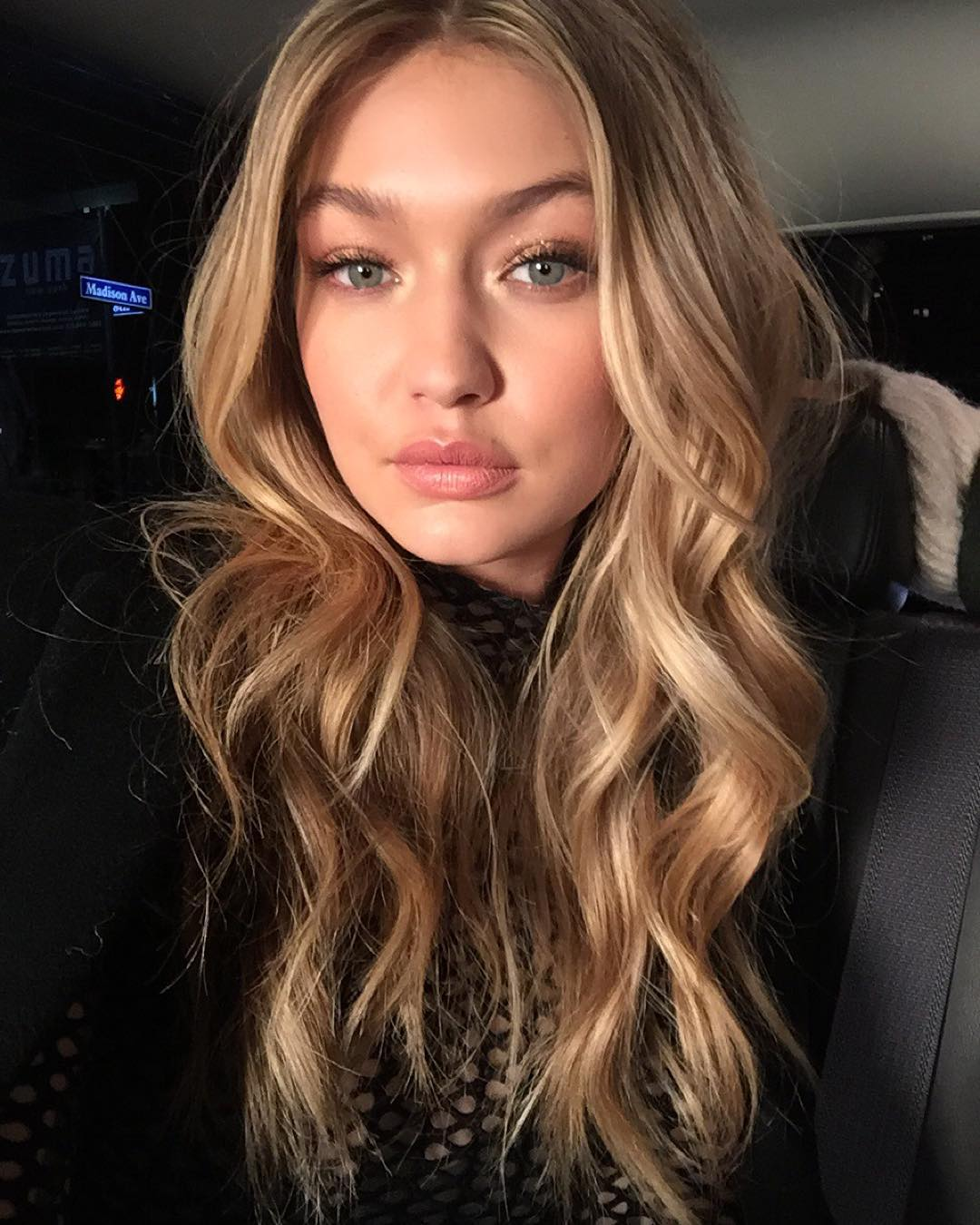
Gigi Hadid 2015.

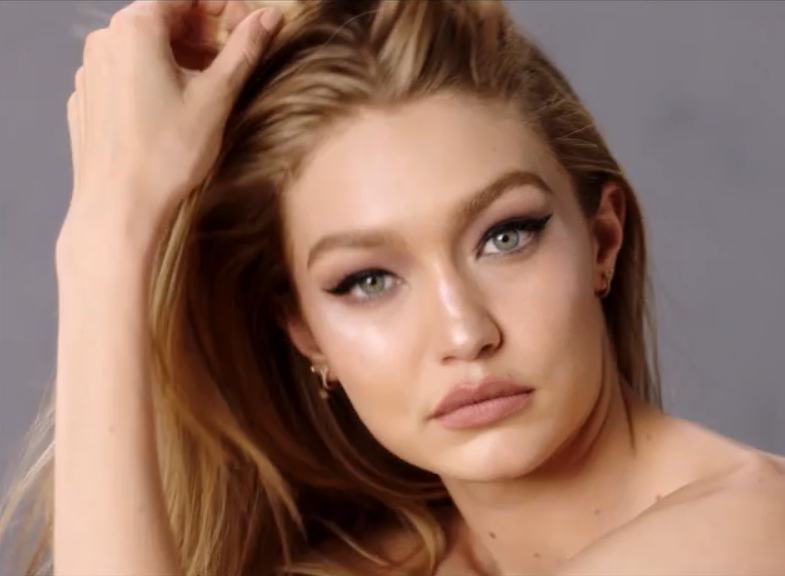
Gigi Hadid 2018.

Gigi Hadid har huvudrollen i musikvideon till "How deep is your love" av Calvin Harris & Disciples. Hon har medverkat i ett par avsnitt av The Real Housewives of Beverly Hills.
Hon var i ett förhållande med Zayn Malik från slutet av 2015 till hösten 2021. I april 2020 bekräftade Hadid offentligt sin graviditet och deras dotter Khai Hadid Malik föddes i september 2020.